# ماري فلدز
ماري فيلدز، ناشطة سياسية ومناضلة لحق المرأة بالاقتراع. كانت رئيسة جمعية إصلاح الإناث في مدينة مانشستر، وكانت واحدة من الشخصيات الرئيسية الحاضرة عند وقوع مذبحة بيترلو عام 1819، وهي جدة لوكا فيلدز من خلال ابنها جيمس.

## العائلة
ولدت ماري بريتشارد عام 1789 في كورك، ايرلندا، وتزوجت من ويليام فيلدز في 18 مارس 1808 بمدينة شيشاير، إنجلترا. كان لديهم ثمانية أطفال، جيمس فيلدز وهو والد لوك فيلدز (1808)؛ صموئيل فيلدز (1809)، جورج فيلدز (1810)، روبرت فيلدز (1815)، سارة فيلدز (1816)، توماس باين فيلدز (1818)، هنري هانت فيلدز (1819)، وجون كارترايت فيلدز (1821).
سمّت ماري أطفالها على أسماء بعض الشخصيات السياسية البارزة في زمنها: جون كارترايت وتوماس باين وهنري هانت.

## مذبحة بيترلو
في 16 أغسطس من العام 1819، تجمّع حشد كبير من الرجال والنساء العاملين في ميدان القديس بطرس حول ما يعرف الآن بساحة سانت بيترز في ضواحي مانشستر آنذاك. كان من المقرر أن توضع فيلدز مع ناشطات أخريات مثل إليزابيث جونت وسارة هارجريفز على المنصة أو في عربة هنري هانت وبأيديهن أعلام ورايات المجتمعات الممثلة بالتجمع.
خوفًا من الفوضى ومن خروج الأمور عن السيطرة، أصدر رجال القانون أوامرًا لخيالة منطقتي مانشستر وسالفورد بالتدخل، فقتل عدد من المشاركين بالتجمع وأصيب مئات آخرون بجروح خطيرة. أصيبت ماري فيلدز بجروح بالغة أثناء ركوبها عربة هنري هانت. في خضم الفوضى الحاصلة نزلت ماري فيلدز عن مقعدها ويروي أحد الشهود العيان المشهد قائلًا: «علق رداء السيدة الأبيض بمسمار كان يثبت سجادة على أرضية العربة، جلدها ضابط من الخيّالة على جسدها العاري».
ادعت تقارير عديدة أن الخيالة حاولوا قتلها أثناء عملية القبض على قادة المظاهرة. على الرغم من إصابتها بجروح بالغة إلا انها استمرت في حملتها مطالبةً بالحصول على حق المرأة بالاقتراع.
كان ويليام فيلدز ذو العامين وابن تشارلز وآن فيلدز أول ضحايا المذبحة. تزعم آن أنها كانت تقوم بشراء بعض الحاجيات من شارع كوبر عندما صدمها أحد الخيّالة فوقع ويليام من ذراعها. على الرغم من عدم استطاعتنا إيجاد أي صلة بين آن وعائلتها وبين ماري فيلدز، إلا أن الاسم يوحي بوجود صلة قرابة ما بينهما.
يصف ريتشارد كارليل، الذي كان حاضرًا في التجمع، ماري بأنها شخصية تشبه «جان دارك» التي نجت من الواقعة غير مصابة.

## الحياة السياسية
أنشأت ماري فيلدز والسيدة برودهرست الاتحاد السياسي النسائي للطبقات العاملة عام 1833. عند محاولتها توزيع مناشير عن تحديد النسل، قُبض عليها ووجهت لها تهمة نشر وتوزيع مواد إباحية.
مرت السنوات وازدادت شهرة فيلدز. في ثلاثينيات وأربعينيات القرن التاسع عشر، كانت ماري فيلدز نشطة في حركة تشارتيست. لقد استبدلت التوتر في مدينة مانشستر بهدوء مدينة تشيستر واستقرت مالكةً لإحدى الحانات.

### جمعية إصلاح الإناث في مانشستر
تشكلت جمعية إصلاح الإناث في مدينة مانشستر عام 1819.